# Kaloplocamus maculatus
Kaloplocamus maculatus is een slakkensoort uit de familie van de Polyceridae. De wetenschappelijke naam van de soort is voor het eerst geldig gepubliceerd in 1898 door Bergh.